# Pyt-Yakh
Huyện Pyt-Yakh (tiếng Nga: ? райо́н) là một huyện hành chính tự quản (raion), của Khanty-Mansiy, Nga. Huyện có diện tích 2 km², dân số thời điểm ngày 1 tháng 1 năm 2000 là 41600 người. Trung tâm của huyện đóng ở Pyt'-Yakh.